# Aquablast
Aquablast (ook wel Ian Fleming's James Bond 007 in Live and Let Die: The Computer Game) is een computerspel dat werd ontwikkeld door Elite Systems en uitgegeven door Domark Software. Het spel kwam in  voor verschillende platforms. Het spel werd uitgebracht in 1988 voor diverse homecomputers. Het spel is een racespel waarbij de speler James Bond in een gemodificeerde speedboot bestuurt.

## Ontvangst
| Beoordeeld door                       | Platform     | Datum         | Score |
| ------------------------------------- | ------------ | ------------- | ----- |
| Génération 4                          | Atari ST     | december 1988 | 91%   |
| Atari ST User                         | Atari ST     | februari 1989 | 80%   |
| ACE (Advanced Computer Entertainment) | Amiga        | april 1989    | 76%   |
| ACE (Advanced Computer Entertainment) | Commodore 64 | januari 1989  | 72%   |
| Zzap!                                 | Commodore 64 | februari 1989 | 70%   |
| Power Play                            | Atari ST     | november 1988 | 56%   |
| Your Sinclair                         | ZX Spectrum  | december 1988 | 50%   |